# دکتر طاعون

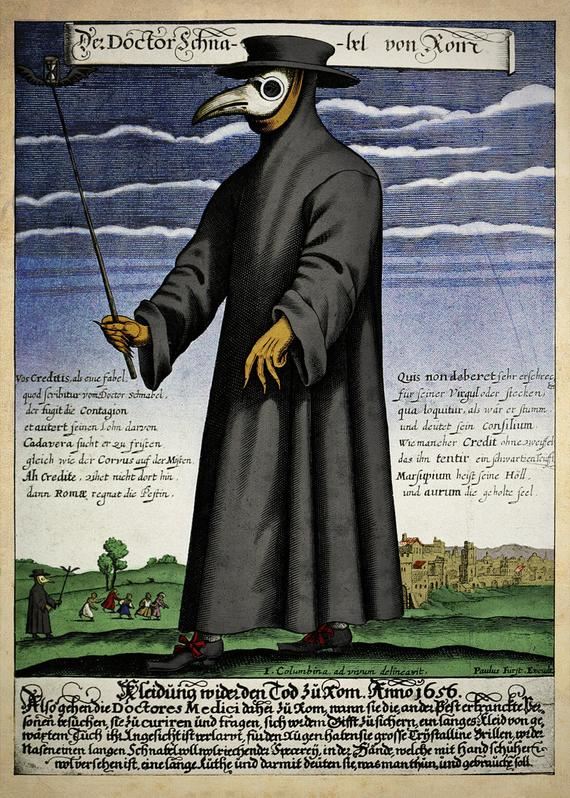
حکاکی مس دکتر شِنابِل (یعنی دکتر منقار)، یک دکتر طاعون در قرن هفدهم روم، حدود سال ۱۶۵۶ میلادی

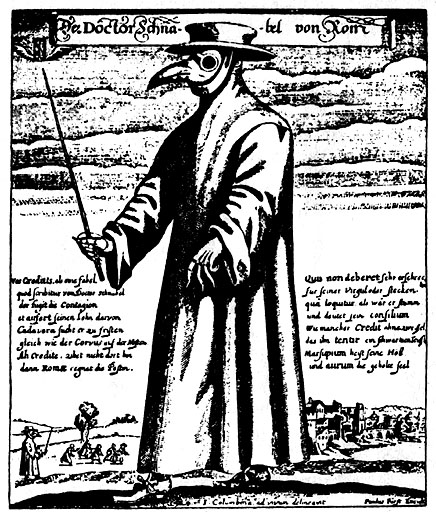
لباس طاعون

دکتر طاعون (به لاتین Plague Doctor) پزشکانی بودند که مبتلایان به طاعون سیاه را معالجه می‌کردند. در سده هفدهم میلادی با همه‌گیری طاعون سیاه در اروپا این پزشکان برای درمان بیماران مبتلا به طاعون استخدام می‌شدند.
امروزه ما طاعون را با لباسی که شبیه به پرندگان است به یاد می‌آوریم.

## لباس
از مشخصه‌های اصلی دکترهای طاعون لباس آن‌هاست که سرتاسر پوشیده همراه با ماسکی منقار مانند است. دلیل پوشیدن این لباس از یک تصور غلط در مورد منشأ بیماری ناشی می‌شد. در آن زمان باور رایج بر این بود که نوعی هوای بد به نام میاسما باعث ایجاد بیماری می‌شود. امروزه لباس دکتر طاعون به‌طور نمادین در جشنواره‌های ایتالیا پوشیده می‌شود.
منقار موجود در لباس پر از گیاهان ضدعفونی کننده بود و گمان میشد که واگیر را کمتر خواهد کرد.

## رنسانس
در زمان رنساس دانشمندان و طراحان برای طراحی لباسی مخصوص اطبای طاعون، با الهام از طراحی‌های روم باستان توانستند لباسی را طراحی و مهیا کنند که اطبا نه تنها مبتلا به طاعون نشوند بلکه بتواند به راحتی به بیماران نزدیک شوند.

## روم باستان
همواره گمانه‌زنی‌هایی مبنی بر اینکه این لباس در روم باستان استفاده می‌شده وجود دارد ولی این موضوع تاکنون ثابت نشده‌است و پژوهشگران معتقدند طراحی و ساخت این لباس به دوران رنسانس بازمی‌گردد.

## طراحی و کاربرد
برای این لباس محفظه‌ای جلوی بینی طراحی شده‌است که این ماسک لباس را شبیه به ظاهر پرندگان کرده‌است.
این منقار برای جای‌گذاری گیاهان دارویی و ضد عفونت طاعون طراحی شده‌است.
محافظ پردهٔ جلوی چشم و دستکش از ابریشم بسیار نازک ساخته شده‌است.
جنس کلی لباس از کتان است. چون در آن زمان معتقد بودند علاوه‌بر اینکه کتان پارچه‌ای مقدس است، بر دفع باکتری و عفونت‌ها نیز مؤثر است.

## انجمن
در آن زمان (قرن ۱۷ میلادی) انجمنی به نام طاعون در ایتالیا برای اولین بار تأسیس شد که بعدها با پیشروی طاعون در کشورهایی چون رومانی، آلمان و اسپانیا دامنهٔ فعالیت‌هایش را گسترش داد.